# Karen Schwartzkopf-Genswein
Karen Schwartzkopf-Genswein es una científica federal canadiense con experiencia en el comportamiento, salud y bienestar de los animales de granja. Trabaja para Agricultura y Agroalimentación de Canadá en el Centro de Investigación y Desarrollo de Lethbridge. Es conocida por su investigación fundamental sobre la evaluación del bienestar en el ganado de carne, incluidos los impactos del transporte a larga distancia, el desarrollo de estrategias de mitigación del dolor amigables para el productor para la castración y otros procedimientos dolorosos y la evaluación y mitigación de la cojera en el ganado de engorde que ha informado regulaciones y pautas para la industria de ganado de carne comercial en América del Norte. Sus resultados de investigación y experiencia han guiado a la industria y llevado a actualizar el Reglamento de Transporte de Canadá y los Códigos de Práctica de Carne de Res canadienses.  Además de su investigación, brinda capacitación y consultas sobre prácticas ganaderas.

## Biografía
Schwartzkopf-Genswein creció en una granja en el sur de Alberta que ha estado activa en el negocio de engorde de ganado de carne durante más de 40 años.  Su vida en la granja familiar y la exposición temprana al ganado contribuyeron a su interés en comprender el comportamiento del ganado y su cuidado. Su interés resultó en una licenciatura en biología de la Universidad de Lethbridge (1986), una maestría en zoología / etología en la Universidad de Regina y un doctorado en etología animal aplicada en la Universidad de Saskatchewan (1996 ).

## Carrera
Antes de unirse a Agriculture and Agri-Food Canada en 2003, trabajó como investigadora científica para Alberta Agriculture, Food and Rural Development en Lethbridge (1999–2002).  Es reconocida como asesora técnica experta en temas relacionados con el comportamiento y el bienestar del ganado de carne y fue convocada para hablar en conferencias científicas y de la industria en América del Norte y en todo el mundo.  Desde 2009, ha servido en 29 paneles de expertos y comités asesores, todos enfocados en mejorar el conocimiento y comprensión del comportamiento, salud y bienestar de los animales de granja. Tiene más de 70 publicaciones revisadas por pares.
Es profesora adjunta en la Universidad de Saskatchewan, la Universidad de Calgary, la Universidad de Manitoba y la Universidad UNESP en Sao Paulo, Brasil.